# Чемпионат Африки по волейболу среди женщин 1997
8-й чемпионат Африки по волейболу среди женщин прошёл в 1997 году в Лагосе (Нигерия) с участием 5 национальных сборных команд. Чемпионский титул в 4-й раз в своей истории и в 4-й раз подряд выиграла сборная Кении.

## Команды-участницы
Ангола, Кения, Мозамбик, Нигерия, ЮАР.

## Итоги

### Положение команд
| Кения       |
| Нигерия     |
| Ангола      |
| 4. ЮАР      |
| 5. Мозамбик |